# Campagnes navales Joseon de 1592
Les campagnes navales Joseon de 1592 sont des batailles conduites par l'amiral coréen Yi Sun-sin au cours des invasions japonaises de la Corée (1592-1598) contre les forces japonaises de Toyotomi Hideyoshi. Ces campagnes ont fait de Yi une figure légendaire dans l'histoire de la Corée à l'égal, sinon plus, du grand général Eulji Mundeok. Les campagnes de Yi sont déterminantes pour stopper l'invasion japonaise dont le but est de conquérir non seulement la Corée, mais aussi la Chine des Ming. Yi est en mesure d'entraver gravement la logistique et les renforts japonais pour les forces terrestres en Corée.

## Première campagne
Au début des hostilités, le 13 avril 1592, l'amiral Yi sort sa flotte pour un exercice naval. Après avoir appris que Busan est capturé, Yi fait immédiatement voile à l'Est vers Busan, espérant bloquer la progression de la marine japonaise qui vient à l'aide des forces terrestres en remontant le long de la côte. 
Sa première rencontre à Okpo (1er mai 1592) est une victoire décisive où il détruit près de la moitié des navires de la flotte japonaise à l'amarrage. Avant la campagne d'Okpo, Yi patrouille principalement les mers près de sa province de Jeolla afin de fortifier sa position avant de commencer à se déplacer vers l'Ouest en réponse à l'appel à l'aide de l'amiral Won Gyun. Un certain nombre de batailles sont livrées dans la région, principalement des escarmouches mineures.  
Cependant, Yi traite chaque bataille avec un soin extrême et s'assure de ne subir que peu de pertes graves. La seule victime lors de la rencontre d'Okpo est un rameur affecté d'une légère blessure par une balle perdue d'un tir de mousquet. Après la bataille, l'amiral Yi détruit également quelques navires ennemis d'escarmouche à la bataille de Happo et la bataille de Jeokjinpo.

## Deuxième campagne
Vers la fin du mois de mai, l'amiral repart vers l'Est et rencontre une autre force autour de la zone Sacheon-Dangpo où il est de nouveau engagé dans des escarmouches mineures contre la flotte japonaise d'abord à Sacheon,où il emploie pour la première fois un bateau-tortue, puis à Dangpo. À Danghangpo, Yi rencontre sa première force importante japonaise et la force à se retirer avec de lourdes pertes. Après sécurisation de ce secteur (le dernier de la série des défenses côtières de Jeolla), l'amiral Yi décide de profiter de l'inactivité de son ennemi et fait voile vers la zone Noryang-Hansando.

## Troisième campagne
Au début du mois de juillet, les forces japonaises ont déjà atteint Pyongyang et assiègent la ville tandis que la cour Joseon continue de fuir au Nord vers la ville frontalière d'Uiju. À ce moment, les commandants japonais envoient une autre importante flotte de 100 navires, composée des meilleurs navires de guerre dont les lourds atakebune, sous les ordres de commandement très renommés, afin de renforcer leurs troupes près de Pyongyang et défaire la « flotte ravageuse » de l'amiral Yi. Les deux flottes se rencontrent à l'île Hansando - où les Japonais se sont organisés - dans la matinée du 3 juillet. Ce qui s'ensuit est un déshonneur complet du commandement martial japonais.  
La flotte de guerre japonais est presque anéantie tandis que les Coréens ne subissent quasi aucune perte. Les Japonais perdent également la plupart de leurs renforts, dont beaucoup sont bloqués sur l'île et affronte la fureur de la population locale. Après cette bataille, Yi installe son quartier général sur l'île de Hansan même et commence des plans pour attaquer la principale base japonaise dans le port de Busan tandis que les commandants de la flotte japonaise ordonne d'éviter tout engagement direct avec les Coréens.

## Quatrième campagne
En septembre, Yi quitte sa base à l'île de Hansan et sort contre toute attente pour attaquer le port de Busan. Bien que considéré comme une grande victoire, le but principal de Yi est de démoraliser les Japonais. Il est pragmatique, sachant qu'il ne peut pas gagner la guerre sur son propre mérite. Mais il sait qu'en attaquant à l'endroit où les Japonais sont à l'aise, non seulement il les démoralise mais il leur instille également une grande crainte de sa personne - crainte qui persiste même jusqu'à la restauration de Meiji. Yi parvient à conserver tous ses navires intacts tout en infligeant des dégâts à plusieurs centaines de navires ennemis, même encore à quai.

## Conséquences
Après avoir attaqué Busan, Yi se retire dans sa base de l'île Hansando. Pendant le reste de l'année, il reste relativement inactif, laissant la progression de l'aide chinoise Ming sur terre prendre son effet. Il maintient son contrôle de toutes les routes maritimes menant aux lignes du nord, ce qui force les Japonais à emprunter les routes moins sûres et plus dangereuses de la côte est. Cela s'avère pour les progrès chinois et les coréens et Hanseong est finalement repris alors que les Japonais se retirent dans leurs bases autour de Busan.
Bien sûr, le résultat le plus évident est la dévastatrice bataille de l'île Hansan pour la marine japonaise. Dans tous les engagements à venir, les commandants japonais craignent pour leur sécurité compte tenu de la maîtrise que possède Yi des combats navals, des tactiques de combat, de ses armes redoutables ainsi que de ses innovants geobukson.  
En raison de ces circonstances, Yi remporte tous les combats navals dans lesquels il est engagé dans toute sa carrière dans la marine. Après son emprisonnement temporaire dû à une fausse accusation contre lui, Yi revient avec une petite flotte de 13 navires et détruit une flotte entière de navires japonais à la bataille de Myong-Yang en 1597. Yi mène ensuite sa campagne pour la dernière bataille de Noryang en 1598, où il est tué au combat.

## Liste chronologique des batailles des quatre campagnes Imjin de l'amiralYi Sun-sin

### Première campagne (mai 1592)
1. Bataille d'Okpo (Hangul : 옥포해전, Hanja : 玉浦海戰)
2. Bataille de Happo (Hangul : 합포해전, Hanja : 合浦海戰)
3. Bataille de Jeokjinpo (Hangul : 적진포해전, Hanja : 赤珍浦海戰)

### Deuxième campagne (juin 1592)
1. Bataille de Sacheon (Hangul : 사천포해전, Hanja : 泗川浦海戰)
2. Bataille de Dangpo (Hangul : 당포해전, Hanja : 唐浦海戰)
3. 1st Battle of Danghangpo (Hangul : 제1차 당항포해전, Hanja : 唐項浦海戰)
4. Bataille de Yulpo (Hangul : 율포해전, Hanja : 栗浦海戰)

### Troisième campagne (juillet 1592)
1. Bataille de l'île Hansan (Hangul : 한산도대첩, Hanja : 閑山島大捷)
2. Bataille d'Angolpo (Hangul : 안골포해전, Hanja : 安骨浦海戰)

### Quatrième campagne (novembre 1592)
1. Bataille de Jangnimpo (Hangul : 장림포해전, Hanja : 長林浦海戰)
2. Bataille de Hwajungumi (Hangul : 화준구미해전, Hanja : 花樽龜尾海戰)
3. Bataille de Dadaepo (Hangul : 다대포해전, Hanja : 多大浦海戰)
4. Bataille de Seopyeongpo (Hangul : 서평포해전, Hanja :西平浦海戰)
5. Bataille de l'île Jeolyeong (Hangul :절영도해전, Hanja : 絶影島海戰)
6. Bataille de Busan (Hangul : 부산포해전, Hanja : 釜山浦海戰)

## Source de la traduction
- (en) Cet article est partiellement ou en totalité issu de l’article de Wikipédia en anglais intitulé « Joseon naval campaigns of 1592 » (voir la liste des auteurs).  1. ↑  « Yi Sun-shin », sur yisunshin.prkorea.com (consulté le 5 décembre 2024)